# Aurelio Saffi
Marco Aurelio Saffi (anche se era più noto col solo nome di Aurelio) (Forlì, 13 ottobre 1819 – Forlì, 10 aprile 1890) è stato un patriota e politico italiano.
Importante figura del Risorgimento italiano, Saffi fu un politico di spicco dell'ala repubblicana radicale incarnata da Giuseppe Mazzini, di cui è considerato l'erede politico.

## Biografia
Nacque da una famiglia aristocratica, primogenito del conte Girolamo (1795-1841) e di Maria Romagnoli (1796-1855), appartenenti al ceto possidente locale.
Ebbe una formazione universitaria giuridica a Ferrara, ma iniziò l'attività politica nella sua città natale, mettendosi a disposizione per l'amministrazione delle istituzioni locali. Nel suo bagaglio culturale, oltre a Mazzini, figura anche l'abate Antonio Rosmini, filosofo e propugnatore dell'idea neoguelfa che prevedeva l'Italia organizzata come una federazione di Stati, governata dal Papa.
Forlì allora era retta da un Cardinal legato, in quanto parte dello Stato Pontificio; Aurelio Saffi fu consigliere comunale e segretario della Provincia nel biennio 1844-1845.
Si accostò presto alle posizioni mazziniane, tanto che nel turbolento anno 1849 partecipò alla principale operazione politica che coinvolse Mazzini: la nascita della Repubblica Romana. Nella capitale il potere fu abbandonato da Pio IX, fuggito a Gaeta dopo violente proteste popolari nel novembre 1848, e affidato ad un'Assemblea costituente che, secondo Mazzini, avrebbe dovuto ricalcare le teorie politiche democratiche più avanzate, all'epoca rappresentate dagli Stati Uniti d'America.
Alla vicenda romana, Saffi prese parte prima come deputato all'Assemblea costituente (eletto a Forlì) e come ministro degli Interni, poi come componente del Triumvirato a capo del potere esecutivo, assieme a Carlo Armellini e allo stesso Mazzini. Tale esperienza politica fu di breve durata, poiché la nuova Repubblica cadde nel luglio 1849. Ritiratosi in esilio a Civezza, in Liguria, raggiunse successivamente Mazzini in Svizzera, per poi trasferirsi con lui di nuovo a Londra.

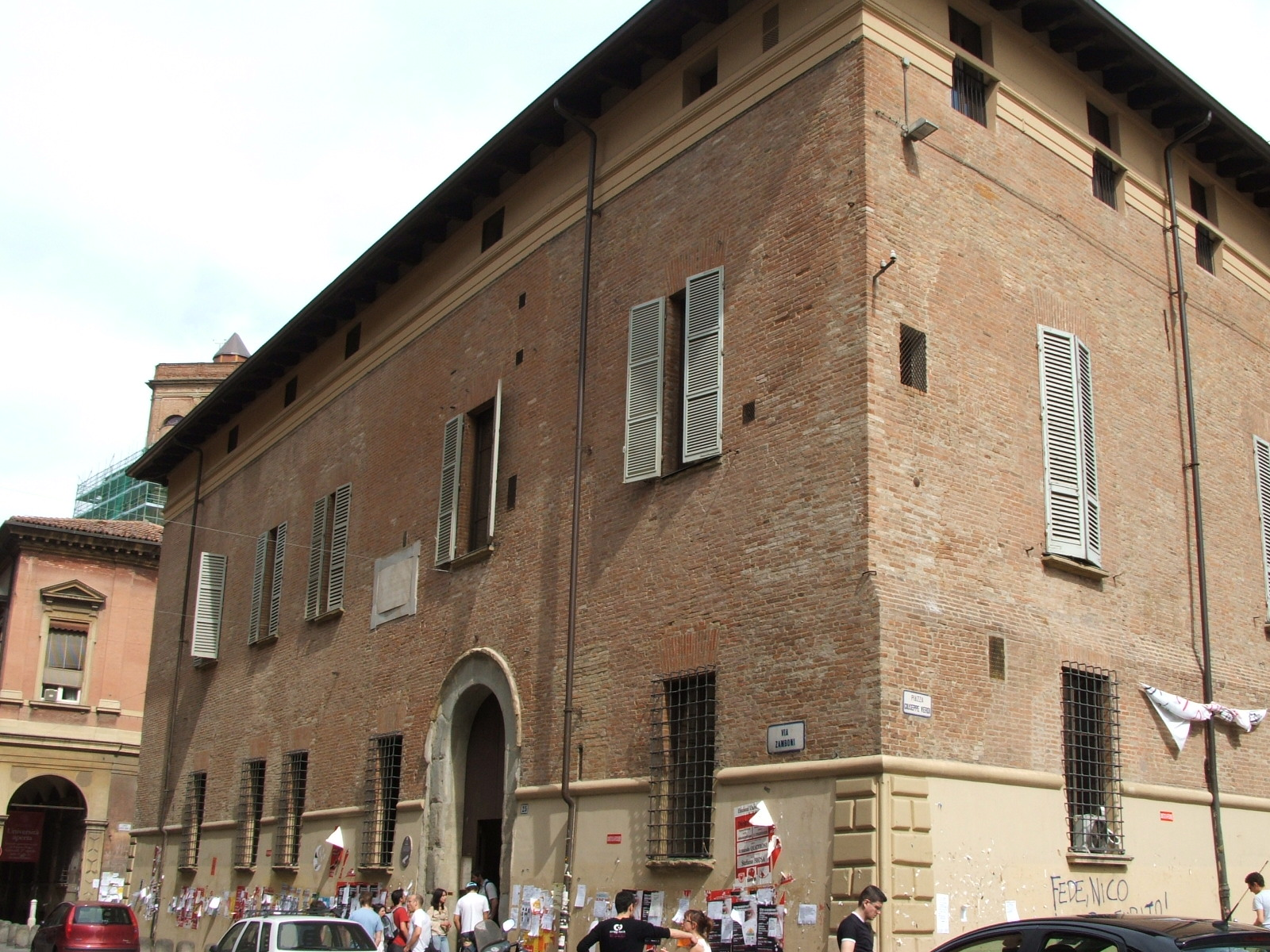
Bologna: la casa dove abitò Aurelio Saffi, oggi parte della cittadella universitaria

Ritornò in patria solo nel 1852, per pianificare una serie di moti rivoluzionari che ebbero luogo a Milano l'anno successivo. Fallito il progetto e condannato in contumacia a vent'anni di carcere, riparò ancora in Inghilterra. A Londra Aurelio sposò, nel 1857, Giorgina Janet Craufurd, da allora nota come Giorgina Saffi (Firenze, 1827 - San Varano di Forlì, 1911) figlia dello scozzese Sir John Craufurd e della nobile Sophia Churchill, ardente mazziniana ed esponente del movimento femminista risorgimentale italiano. Ebbero quattro figli, tutti maschi: Giuseppe Attilio (nato a Londra, 1858 - 1923), Giovanni Emilio (nato a Napoli, 1861 - 1930), Carlo Balilla Luigi (nato a Genova, 1863 - 1896) e Rinaldo Arturo (nato a San Varano di Forlì, 1868 - 1929).
Nel 1860, fu a Napoli, per ricongiungersi nuovamente con Mazzini.
Nel 1861 venne eletto deputato al parlamento del nuovo Regno d'Italia nel collegio di Acerenza. Dopo pochi anni, nel 1864, tornò a vivere a Londra dove rimase fino al 1867, quando si stabilì definitivamente nella villa della campagna di San Varano (una frazione di Forlì). Nell'agosto del 1874 fu arrestato a Rimini insieme con altri esponenti repubblicani con l'accusa di partecipazione ad un'insurrezione di stampo antimonarchico. Fu prosciolto nel dicembre dello stesso anno. Saffi, in realtà, è costantemente stato sostenitore di una concezione municipalista della vita politica.
A Forlì promosse la fondazione del Circolo Giuseppe Mazzini, di cui fu anche il primo presidente. Il Circolo poi divenne un centro di iniziativa politica noto a livello nazionale.
Nel 1877, si trasferì a Bologna, dove cominciò la carriera di docente di Diritto pubblico presso la locale Università. Nel frattempo si occupò della memoria storica dell'amico Mazzini, morto il 10 marzo 1872, curandone gli scritti e la loro pubblicazione. Morì nella sua casa a 70 anni. È sepolto nel cimitero monumentale di Forlì.
Massone, fu iniziato il primo marzo 1862 nella loggia Dante Alighieri di Torino, il 25 dicembre 1885 fu affiliato alla loggia romana Propaganda massonica del Grande Oriente d'Italia.

## Archivio personale
- Presso la Biblioteca comunale dell'Archiginnasio di Bologna vi è il complesso documentario denominato Aurelio Saffi, costituito da una parte dell'archivio personale del patriota, carte della moglie, lettere dell'attrice drammatica Giacinta Pezzana (amica di Giorgina), oltre a carteggi e documenti delle famiglie Saffi e Craufurd e da documentazione proveniente dall'archivio personale del patriota, deputato e ministro Alessandro Fortis (amico di Saffi, la cui figlia, Maria, sposò il figlio minore di Saffi, Rinaldo).[3]
- Un opuscolo con un suo intervento alla inaugurazione del Gabinetto scientifico-letterario di Forlì è accessibile online.[5]

## Omaggi
Ad Aurelio Saffi è dedicata la piazza principale di Forlì (già Campo dell'Abate), su cui si affaccia il Municipio. Al centro della piazza sorge un monumento alla sua memoria, sormontato da una statua a sua immagine.

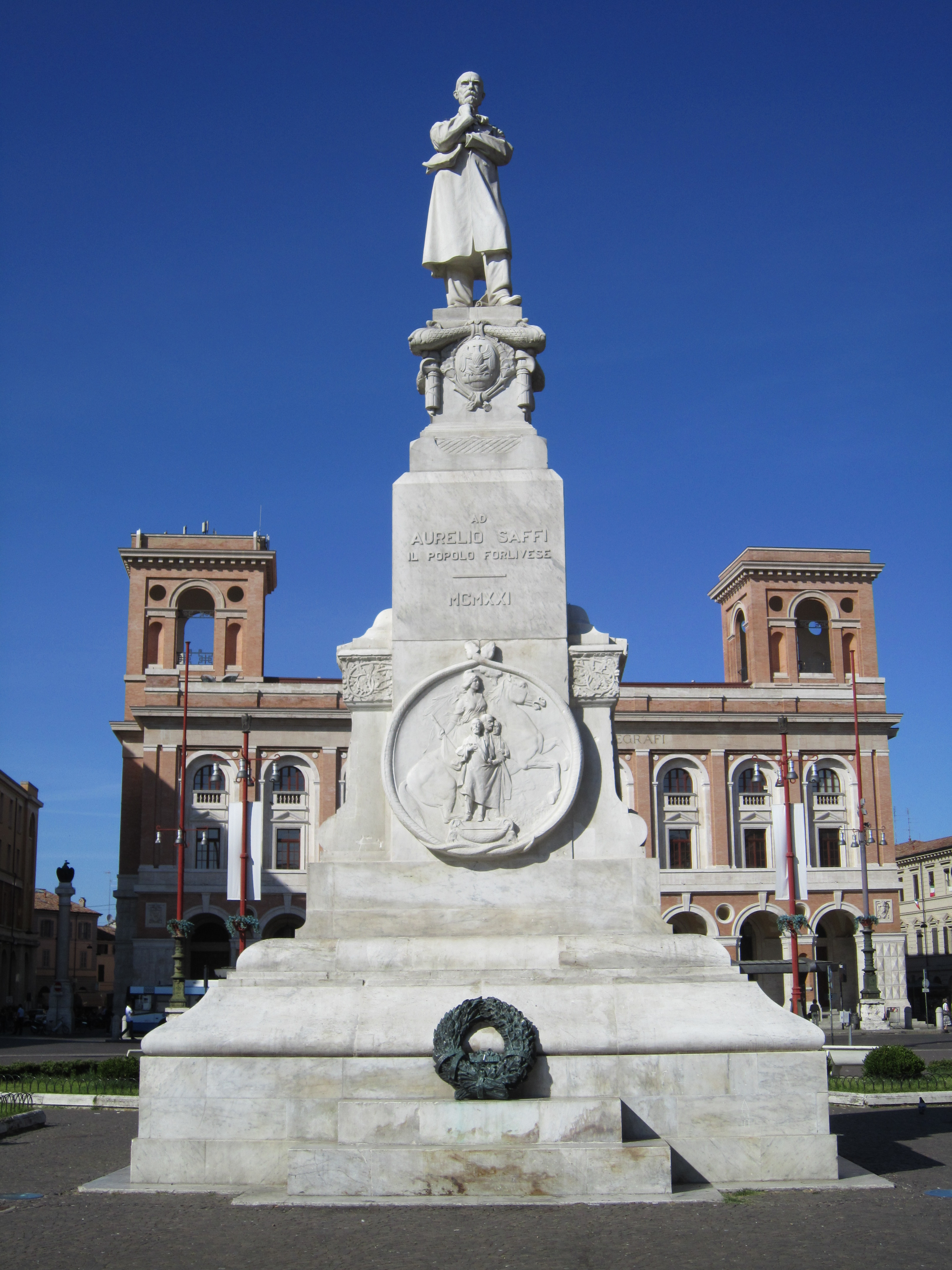
Statua di Aurelio Saffi in piazza Aurelio Saffi a Forlì

- Villa Saffi è stata adibita a casa museo.[6]
- L'8 gennaio 2011, il presidente della Repubblica Italiana Giorgio Napolitano, in visita a Forlì (7-8 gennaio) per il 150º dell'Unità d'Italia, ha reso omaggio ad Aurelio Saffi deponendo una corona ai piedi della statua collocata in sua memoria in piazza Saffi.
- busto presso Istituto Campana per l'Istruzione Permanente.

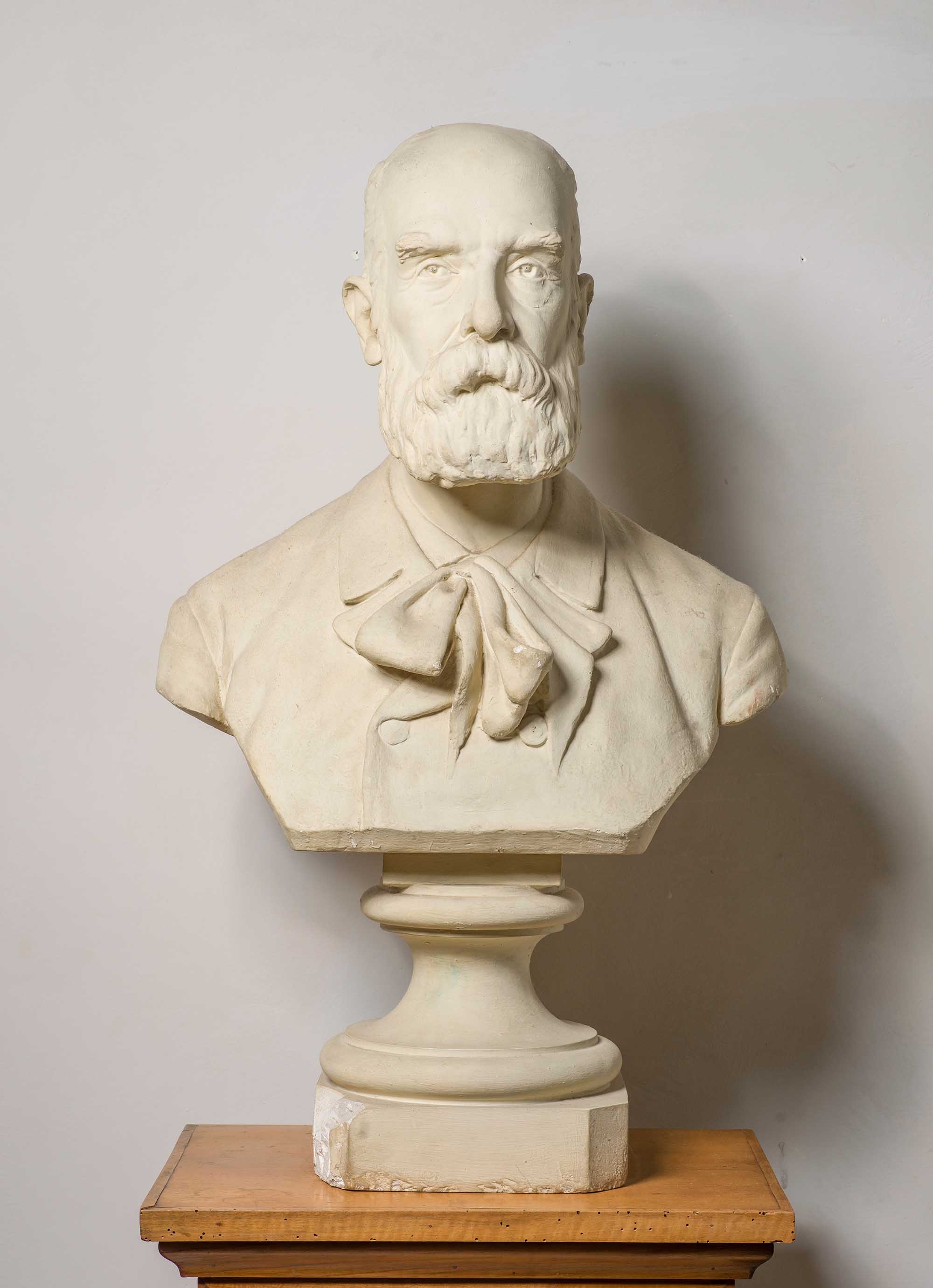